# NGC 6263
NGC 6263 este o galaxie situată în constelația Hercule. A fost descoperită în 28 iunie 1864 de către Albert Marth. Se află la o distanță de 118,03 megaparseci de Pământ.